# Vlag van Minas Gerais

Vlag van Minas Gerais

De vlag van Minas Gerais bestaat uit een wit veld met daarop een rode driehoek, die de Drie-eenheid symboliseert. De driehoek wordt omringd door de spreuk Libertas Quae Sera Tamen ("Vrijheid, alhoewel laat"), die ook in het wapen van Minas Gerais staat. De vlag is in gebruik sinds 27 november 1962.

## Voormalige vlaggen

Vlag van de Inconfidência Mineira (1789)
Variant van de Inconfidência Mineira
Vlag van de governador de Minas Gerais, gebruikt bij militaire aangelegenheden